# Rolf A. Lundin
Rolf Axel Lundin, född 29 november 1942, i Uppsala församling, är en svensk företagsekonom, professor och akademisk ledare. Han är professor emeritus i företagsekonomi vid MMT Centre, Internationella Handelshögskolan i Jönköping.

## Biografi
Lundin avlade civilekonomexamen vid Handelshögskolan i Göteborg 1966 och påbörjade sedan forskarutbildning i företagsekonomi på samma skola. År 1973 doktorerade han vid University of Chicago, Graduate School of Business, och antogs 1975 som docent i Göteborg.
År 1978 fick Lundin ämnesföreträdarprofessuren i företagsekonomi vid Umeå universitet, där han 1981–1992 var den företagsekonomiska institutionens prefekt. Åren 1989–1993 var Lundin den nystartade Handelshögskolans förste rektor och styrelseordförande.
Lundin efterträdde år 2001 Leif Lindmark som vd och rektor för Internationella Handelshögskolan i Jönköping, en post som han lämnade 2007 för att återgå till forskningen.
Från att under sina första forskarår ha intresserat sig för kvantitativa simuleringsstudier av komplexa system kom Lundin med tiden att övergå till fallstudier av organisationspraktik inom bland annat medbestämmande i företag och organisationsförändring. Mest känd är Lundin för sin forskning inom projektstyrning. Lundin var med om att starta Svenska Projektakademien och Scandinavian Journal of Management och har varit styrelseledamot i ett stort antal nationella och internationella organisationer inom den akademiska världen.